# Grodzisko w Wąbrzeźnie

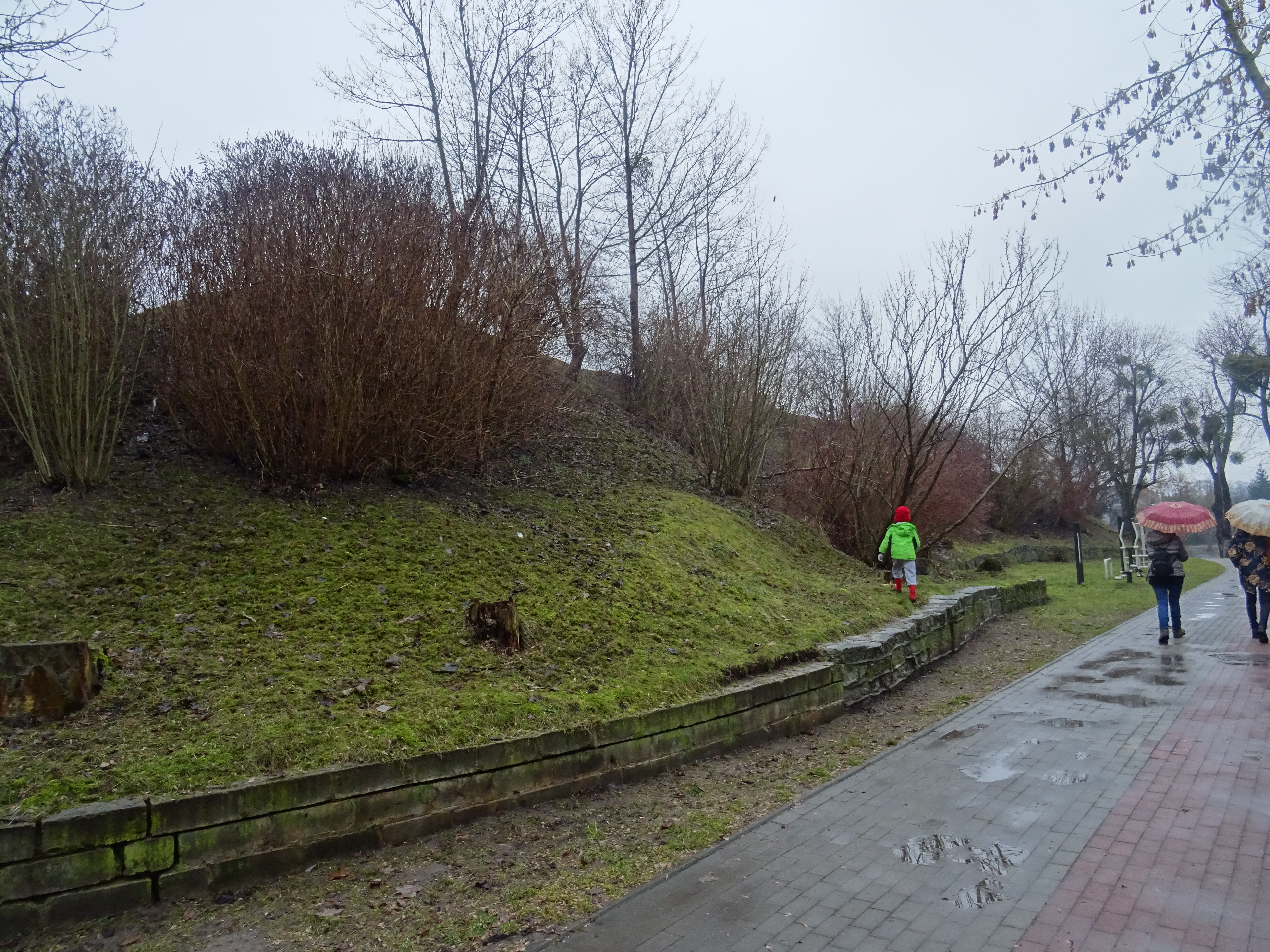
Widok grodziska od ulicy Chełmińskiej

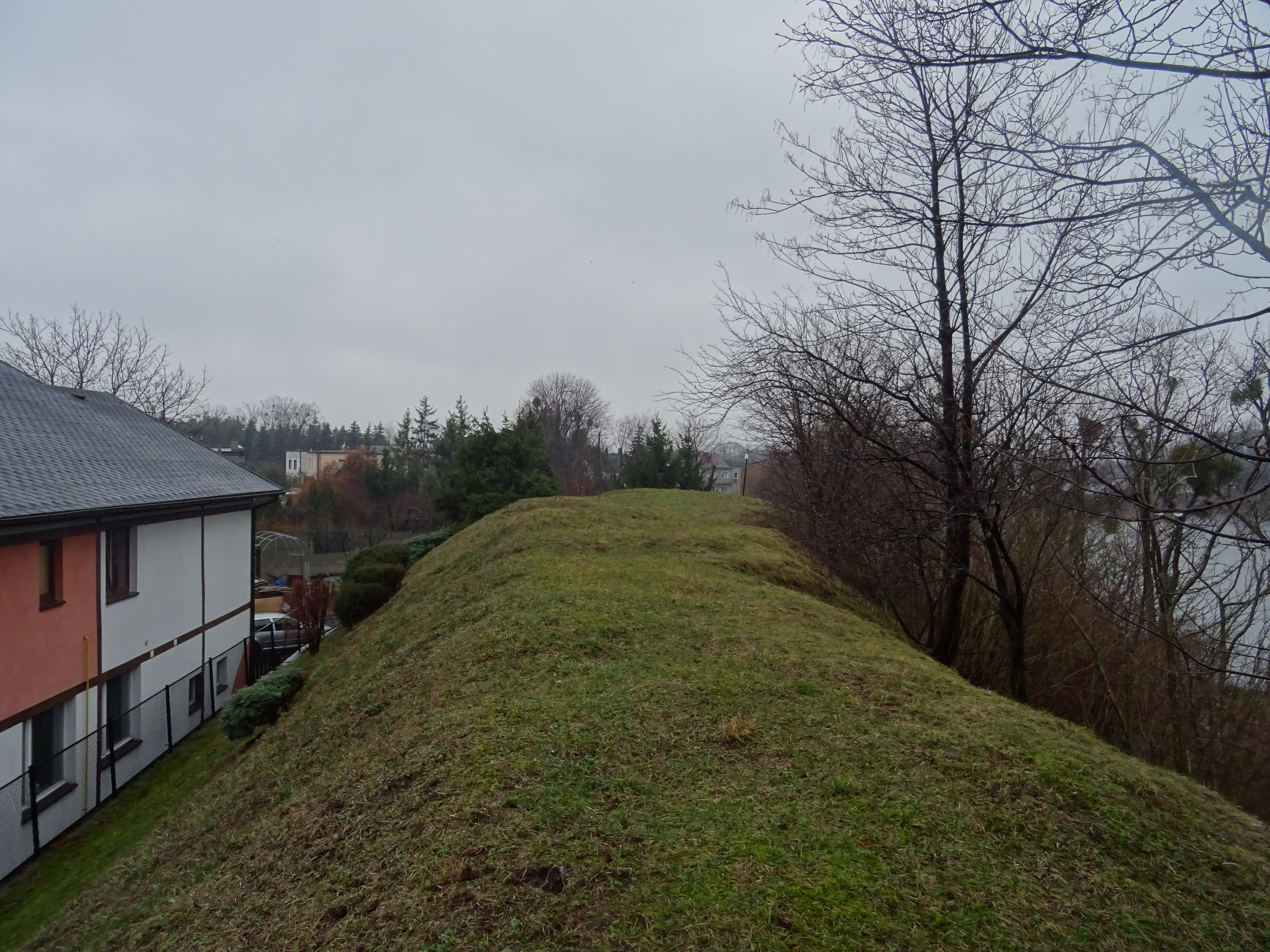
Szczyt wału grodziska

Grodzisko Wąbrzeźnie – grodzisko położone na przesmyku między jeziorami Frydek i Zamkowym w Wąbrzeźnie.

## Rozmiary
Grodzisko zajmowało obszar około pół hektara, z czego majdan zajmował 0,25 ha. Do czasów współczesnych dotrwał fragment wału o długości około 60 metrów i szerokości do 20 metrów, osiągający wysokość około 5 metrów nad otaczającym terenem.

## Historia średniowieczna
Prace archeologiczne wykazały, że gród był zasiedlony cztery razy. Pierwsze zasiedlenie, datowana na podstawie znalezionych fragmentów ceramiki, przypada na VII/VIII wiek. Druga faza zasiedlenia trwała od połowy X wieku do przełomu X/XI wieku. Okres ten zidentyfikowano na podstawie badań węgli drzewnych oraz za pomocą metody C14. Trzecia faza trwała od przełomu XI/XII wieku do 1 połowy XII wieku. Czwarta faza przypada na wiek XIII. Według dokumentów, w 1246 zakon krzyżacki przekazał gród biskupom chełmińskim. Po przekazaniu osada podgrodowa zaczęła się rozwijać w osadę o charakterze miejskim. Ostatnia faza zakończyła się w latach 70 XII wieku, gdy gród i podgrodzie zostały spalone podczas ostatniego powstania pruskiego.

## Dzieje późniejsze
W czasie potopu szwedzkiego wojska szwedzkie ustawiły na resztkach wałów armaty, aby ostrzeliwać zamek biskupi. Od tego wydarzenia wzgórze nazywane jest szańcem szwedzkim. W latach 30 XIX wieku  planowano urządzenie na tym terenie cmentarza gminy ewangelickiej, ale planów nie zrealizowano. 